# Rania Shemoun Olsson
Rania Shemoun Olsson, född 26 juni 1975 i Beirut, Libanon, är en svensk journalist och nyhetsuppläsare på TV4-nyheterna.
Hon har tidigare arbetat som programledare och videoreporter på TV4 Stockholm.